# Gloucester
Pour les articles homonymes, voir Gloucester (homonymie).
Gloucester (prononcé « Glo-stə » par les Britanniques, en phonétique : ˈɡlɒstɚ, quelquefois en français Glocester ou Gloster) est une ville du sud-ouest de l'Angleterre, à proximité de la frontière du pays de Galles. Depuis 1541, elle possède officiellement le statut de cité.

## Généralités
Gloucester, chef-lieu du comté de Gloucestershire, est la 53e agglomération la plus importante du Royaume-Uni. En 2001, la ville proprement dite avait une population de 123 205 habitants. Cependant, la zone construite déborde les limites de la ville. Le recensement de 2001 a donné le chiffre de 136 203 habitants pour l'ensemble de la zone urbaine de Gloucester.
La ville est située sur la rive est de la Severn, à 183 km à l'ouest-nord-ouest de Londres. Elle est bordée à l'est par les Cotswolds, tandis que la forêt de Dean et les collines de Malvern s'élèvent respectivement à l'ouest et au nord-ouest.
Gloucester est un port, relié à l'estuaire de la Severn par le canal de Gloucester et Sharpness, ce qui permet aux navires d'atteindre les docks, jusqu'à des tonnages plus importants que ne l'aurait permis la marée remontant la rivière. 

Les quais, les entrepôts, et les docks eux-mêmes étaient dans un état de quasi-abandon jusqu'à leur rénovation en 1980. Ils forment maintenant un espace public ouvert. Quelques entrepôts hébergent aujourd'hui le National Waterways Museum, alors que d'autres ont été convertis en luxueux magasins, bars, ou appartements résidentiels. De plus, le Musée des soldats du Gloucestershire est situé dans la Maison des Douanes. Le port abrite toujours le bateau de sauvetage situé le plus à l'intérieur des terres du Royaume-Uni.
Au point de passage le plus bas sur le cours de la Severn, la place romaine de Glevum (en) surveillait l'approche du Pays de Galles. Les quatre portes de la ville médiévale, dont les axes se rejoignent encore au lieu-dit « The Cross (la Croix) », rappellent ce que fut le plan du fort légionnaire. Aujourd'hui centre administratif, commercial et industriel, Gloucester a fait beaucoup d'efforts pour devenir une cité moderne. On ne peut donc qu'imaginer ce qu'était la ville d'autrefois, si joliment décrite par Beatrix Potter dans son conte Le Tailleur de Gloucester (en) (1903).

## Histoire

### À l'époque romaine
Gloucester correspondait à la municipalité romaine de Colonia Nervia Glevensium (Glevum), fondée durant le règne de Nerva. Une partie des murs peut encore être identifiée, et de nombreuses pièces ainsi que d'autres objets de cette époque ont été retrouvés, bien que les inscriptions soient rares.
On a pu retrouver des signes d'occupation après la fin de la période romaine, tels que la mention dans l'« Historia Brittonum » du fait que le grand-père de Vortigern a gouverné Gloucester, et que la bataille de Deorham en 577 s'est traduite par la mainmise du Wessex sur Gloucester.

### À l'époque saxonne
L'origine du nom Gloucester est peut-être « le château-fort » (du vieil anglais ceaster, « fort ») situé au bord de la rivière brillante (glow). D'ailleurs, en gallois, la ville est connue sous le nom de Caerloyw, composé de Caer : château, et loyw, dérivé de gloyw = lumineux/brillant.
Son emplacement sur une rivière navigable, et la fondation en 681 de l'abbaye de Saint Pierre-près-d'Æthelred, a favorisé la croissance de la ville. Et, avant la conquête de l'Angleterre par les Normands, Gloucester était gouvernée par un fermier-général, et était dotée d'un château qui fut souvent une résidence royale, cependant que la ville frappait sa propre monnaie.
Encore aujourd'hui, la disposition des principales artères de la ville remonte à Ethelfleda, à la fin de la période saxonne.

### Pendant le Moyen Âge
Le premier comte de Gloucester est le comte Godwine. Par la suite le comté échoit entre les mains de Robert FitzHamon qui le reçut après la bataille d'Hastings. Sa fille Mabel FitzRobert de Gloucester l'apportera à son époux Robert de Gloucester.
Le roi Henri II accorde la première charte en 1155, qui donnait aux bourgeois les mêmes libertés qu'aux citoyens de Londres et de Winchester, avant qu'une deuxième charte de Henri II leur accorde liberté de passage sur la Severn.
La première charte fut confirmée par Richard Cœur de Lion d'Angleterre en 1194. Les privilèges du bourg furent largement étendus par la charte du roi Jean Sans Terre (1200), qui l'exempta à la fois de péage à travers tout le royaume, ainsi que de toute obligation de plaider en dehors du bourg.

### Du temps des Tudor et des Stuart

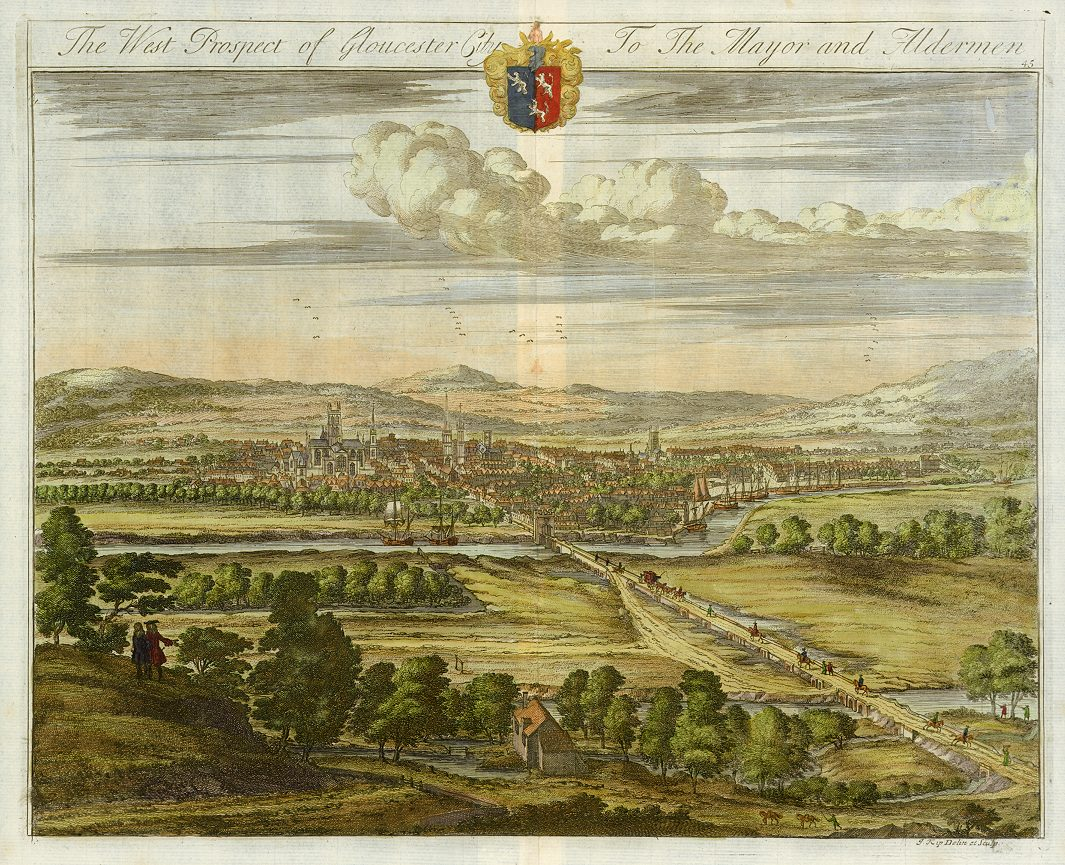
Perspective de Gloucester par Johannes Kip et Leonard Knyff, vers 1725. Elle met en évidence la chaussée et les ponts qui traversent les plaines d’inondation.

Les chartes suivantes furent nombreuses. En 1483, la ville reçut du roi Richard III le statut de comté (county). Cette charte fut confirmée en 1489 et en 1510, et Gloucester bénéficia d'autres chartes encore par la reine Élisabeth Ire et le roi Jacques Ier.
Gloucester fut le lieu où John Hooper, évêque de Gloucester, fut exécuté sur le bûcher à l'époque de la reine Mary, responsable de son martyre en 1555.
Le Siège de Gloucester (en) en 1643 fut l'une des batailles importantes de la Première Révolution anglaise, dont les parlementaires (Parliamentarians) assiégés sortirent vainqueurs.

### De nos jours
En juillet 2007, Gloucester a été sévèrement touché par une inondation qui a frappé tout le Gloucestershire et les zones environnantes. Des centaines de maisons furent noyées, mais l'évènement fut rendu mémorable surtout par son large impact : environ 40 000 personnes furent privées d'électricité pendant 24 heures, et la ville entière et ses environs furent privés d'eau pendant 10 à 14 jours.

## Monuments et lieux remarquables

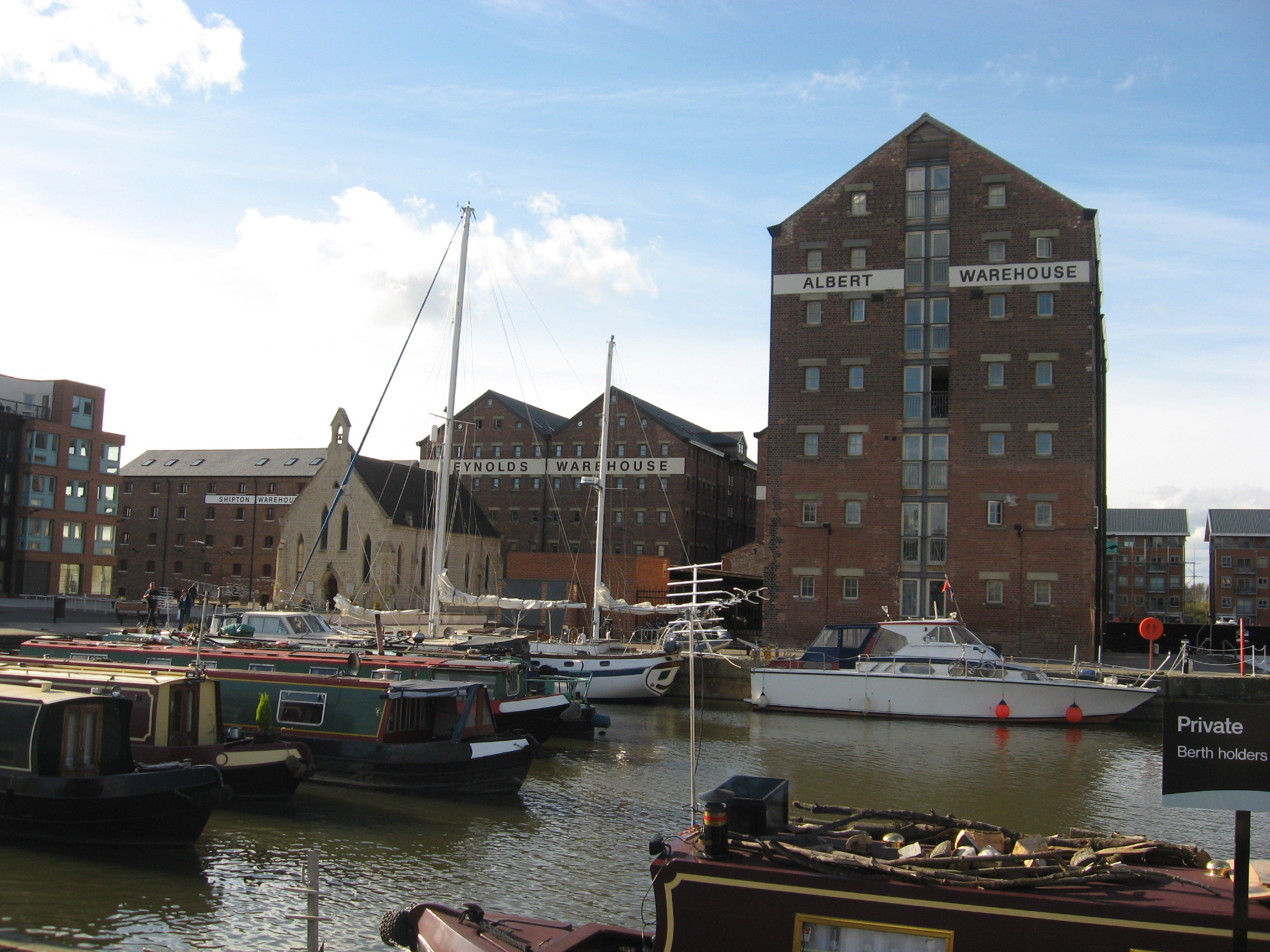
Docks de Gloucester.

### Cathédrale de Gloucester
La cathédrale de Gloucester, au nord de la ville, près de la rivière, trouve son origine dans la fondation d'une abbaye dédiée à saint Pierre en 681.

### Monuments de la période Tudor
De nombreuses maisons du Moyen Âge et de l'époque Tudor, à colombages et clochetons, existent toujours. À l'intersection des quatre rues principales se trouvait le Tolsey (l'Hôtel de ville), remplacé en 1894 par un bâtiment moderne.

Aucun des vieux monuments publics ne reste à l'exception de la New Inn dans Northgate Street. Il s'agit d'une maison à colombages, avec des cours intérieures et des galeries externes massives. Elle fut bâtie en 1450 pour les pèlerins se rendant au tombeau du roi Édouard II.

### Monument de la période victorienne
Le Gloucester City Museum & Art Gallery est un immeuble victorien de style néo-Renaissance classé par English Heritage de Grade II. Son architecture est inspirée des dessins de T.G. Jackson. C'était au départ le Price Memorial Hall de la Société des sciences et des Beaux Arts de Gloucester, construit en 1893 pour Margaret Price en hommage à son défunt mari William Edwin Price, et conçu par l'architecte F.S. Waller. La Corporation of the City of Gloucester a repris le bâtiment pour en faire le City Museum & Art Gallery en 1902,.

### Églises
- St Mary de Lode, avec sa tour normande et son chœur, ainsi que le monument de l'évêque John Hooper.

Elle fut construite sur le site d'un ancien temple romain qui devint la première église chrétienne en Grande-Bretagne.
- St Mary de Crypt, avec une structure cruciforme du XIIe siècle. La belle et haute tour a été ajoutée plus tard.

- L'église Saint-Michel : on dit qu'elle était reliée à l'ancienne abbaye de Saint-Pierre.

- L'église de Saint-Nicolas, fondée par les Normands, mais avec de nombreuses additions réalisées depuis.

- L'église maritime, The Mariners' Chapel en la Gloucester Docks depuis 1849.

## Jumelage
- Metz (France)
- Gloucester (États-Unis)
- Saint Ann's Bay (Jamaïque)
- Trèves (Allemagne)

## Sports
La ville est réputée pour son club de rugby : le Gloucester RFC.

## Culture
- La ville est le siège du conte pour enfant Le tailleur de Gloucester de Beatrix Potter.
- La cathédrale a été utilisée pour des scènes des films Harry Potter à l'école des sorciers, Harry Potter et la Chambre des secrets, et enfin, Harry Potter et le Prince de sang-mêlé.
- Gloucester est également bien connue pour sa célèbre « course au fromage », où chaque année de courageux jeunes gens se lancent dans la descente très raide de la Cooper's Hill, en courant pour essayer de rattraper un lourd fromage rond de Gloucester lancé à vive allure du haut de la colline. Il est fréquent que cette course se solde par un certain nombre d'accidents[4].
- La ville accueille le Three Choirs Festival.
- Dans l'épisode Le Contrat des Judoons de la série britannique Doctor Who, la ville de Gloucester est assiégée par des Judoons.

## Personnalité
- George Embrey (1840-1923), chimiste, y est mort.